# Burmantofts Pottery

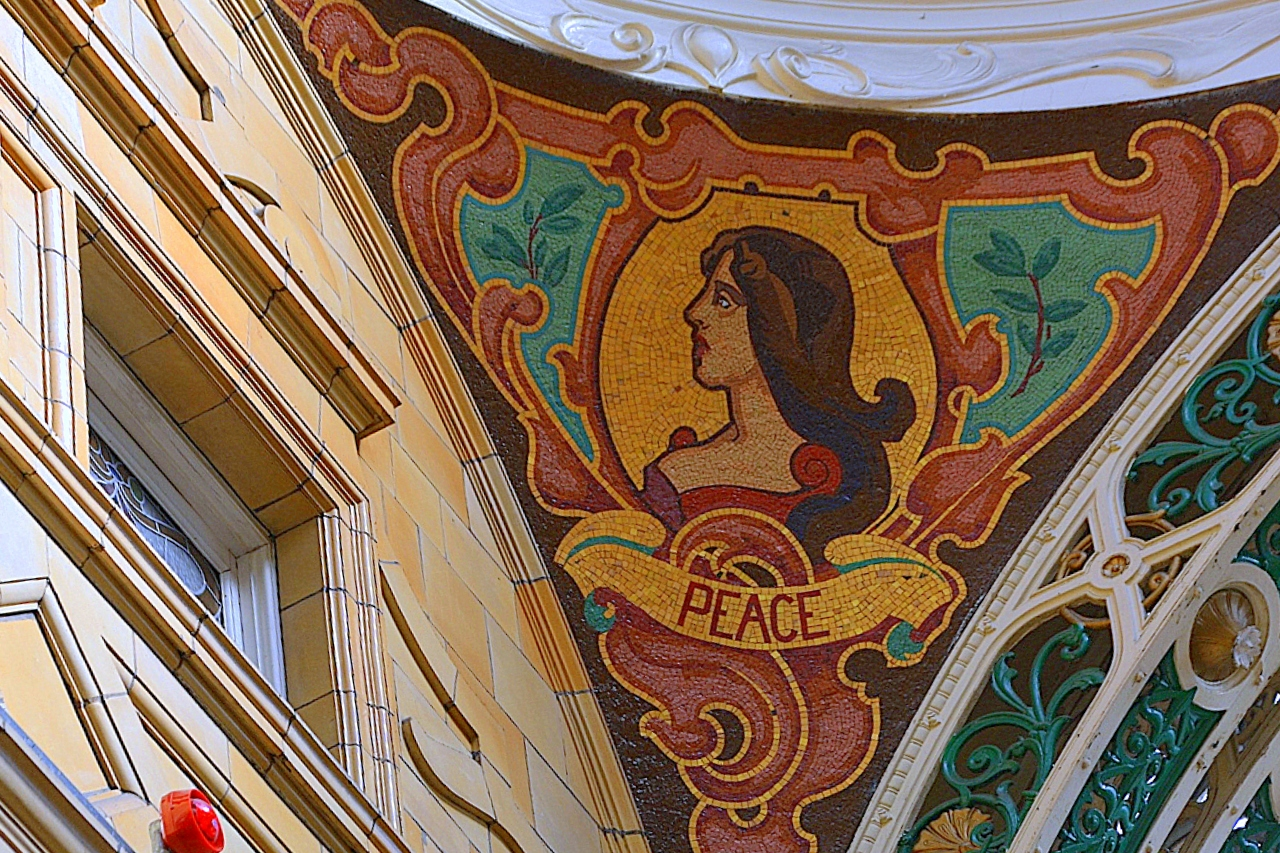
Mosaico vetroso di Burmantoft nella contea di Arcade, Leeds

Burmantofts Pottery era il nome commerciale comune di un produttore di tubi in ceramica e materiali da costruzione, derivato dal nome del distretto Burmantofts di Leeds, in Inghilterra.

## Storia dell'azienda

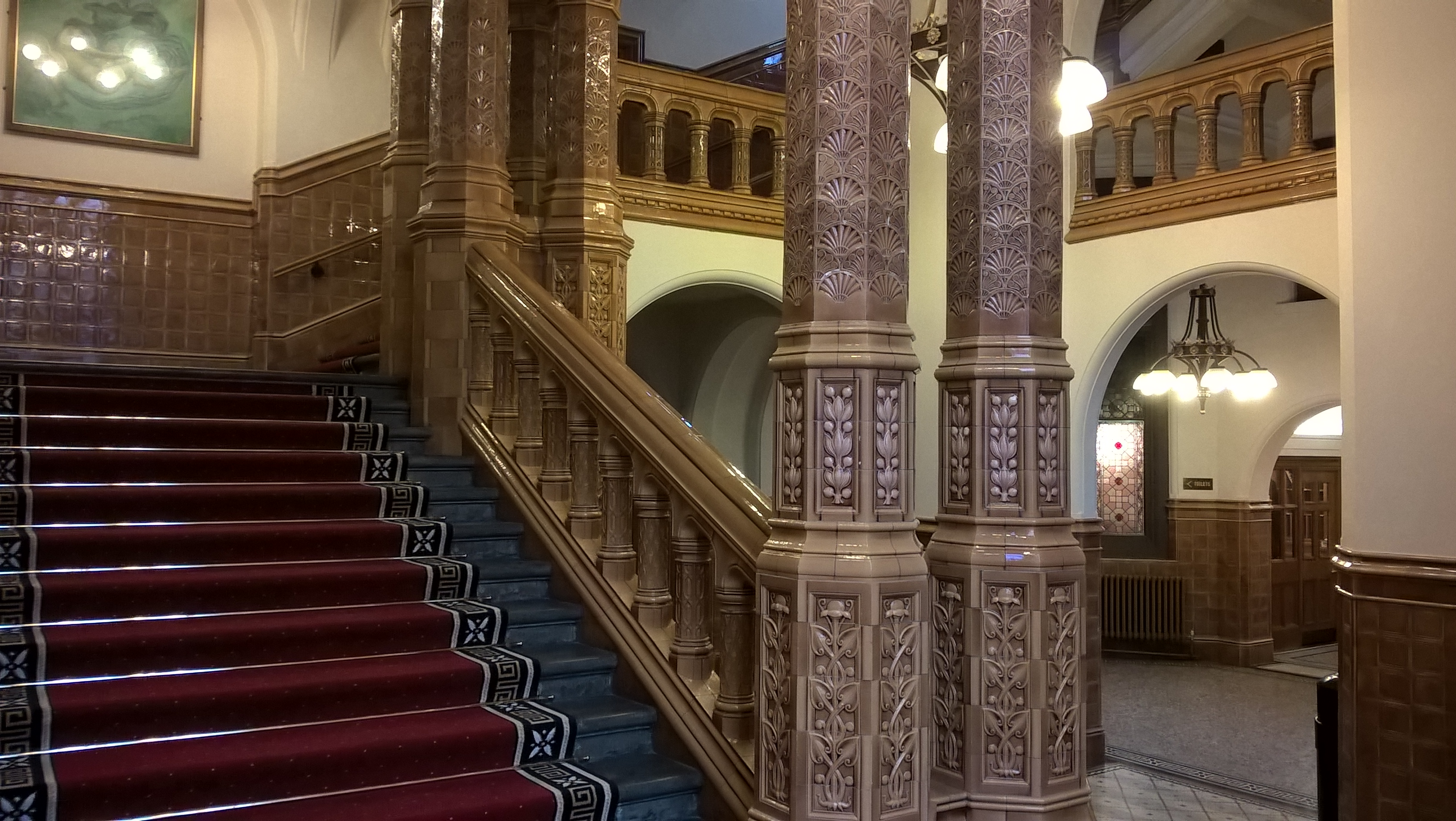
La maiolica di Burmantoft nell'Aula Magna dell'Università di Leeds

L'attività iniziò nel 1859 quando fu scoperta l'argilla refrattaria in una miniera di carbone di proprietà di William Wilcock e John Lassey. Nel 1863 la quota di Lassey fu acquistata da John Holroyd e la società fu poi chiamata Wilcock & Co.
Nel 1879, dopo un periodo di espansione, l'azienda realizzava mattoni e tegole decorative in terracotta architettonica color arancio o camoscio, mattoni smaltati e terracotta smaltata (faience).L'architetto Alfred Waterhouse utilizzò i loro materiali nello Yorkshire College (1883) a Leeds e nel National Liberal Club (1884) a Londra. Dal 1880 vennero realizzate anche ceramiche d'arte come vasi e oggetti domestici decorativi.
Nel 1888 la società fu ribattezzata The Burmantofts Company ma nel 1889 si fuse con altre società dello Yorkshire per fondare The Leeds Fireclay Co. Ltd., la più grande del paese.
L'azienda chiuse i battenti nel 1957, quando disponeva di novanta forni su 16 acri (65 000 m²) di terra. 

## Ceramica d'arte Burmantofts

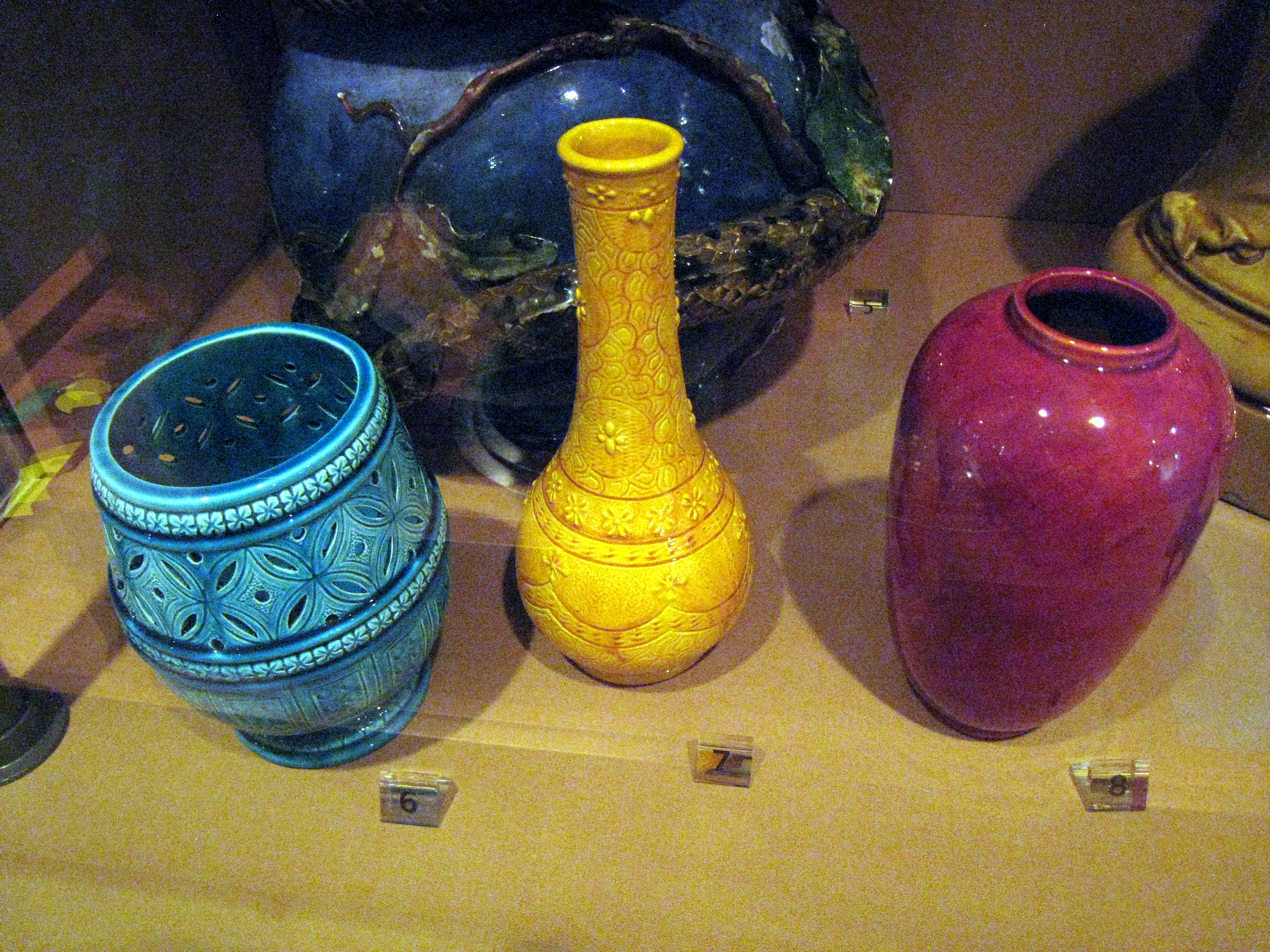
Ceramica d'arte monocolore nel Museo di Leeds

La ceramica d'arte venne prodotta tra il 1880 e il 1904 su iniziativa di James Holroyd, il direttore della produzione, come aggiunta ai prodotti industriali in ceramica smaltata. Aziende come Mintons, Royal Doulton e William De Morgan avevano creato un mercato per oggetti decorativi per la casa della classe media. L'azienda ebbe la fortuna di avere carbone e quattro tipi di argilla di elevata purezza nello stesso sito. La plasticità dava una buona riproduzione della forma e il basso contenuto di ferro faceva sì che non vi fossero perdite di colore per ossidazione in caso di cottura ad alta temperatura, conferendo smalti di elevata limpidezza e brillantezza.
I primi esempi erano singole opere d'arte, dove una base semplice aveva un disegno lavorato a rilievo con ingobbio e dipinto, ma l'azienda presto sviluppò linee di produzione per la decorazione di forme individuali, sia in un unico smalto o dipinte con fiori e così via (firmato dall'arredatore), in vendita ad un prezzo inferiore per un pubblico più ampio, ma comunque di alta qualità. Vennero registrate oltre 2000 forme diverse, tra pentole, vasi, bottiglie e oggetti da tavola. La base di solito aveva inciso "Burmantofts Faience " o più tardi "BF", insieme al numero della forma. Gli stili includevano Art Nouveau, Persiano, Cinese e Giapponese. L'artista francese Pierre Mallet (che disegnava anche per Minton's) contribuì con una serie di progetti. Vennero prodotte anche piastrelle decorative.
Nel 1885 i prodotti erano in vendita a Londra (da Harrods e Liberty's), a Parigi e a Montréal. Tuttavia, nel 1904 i prodotti non erano più redditizi a causa di un gran numero di prodotti concorrenti provenienti dalla Gran Bretagna e dalla vicina Europa, a prezzo inferiore, e la produzione cessò.

## Maiolica architettonica di Burmantoft

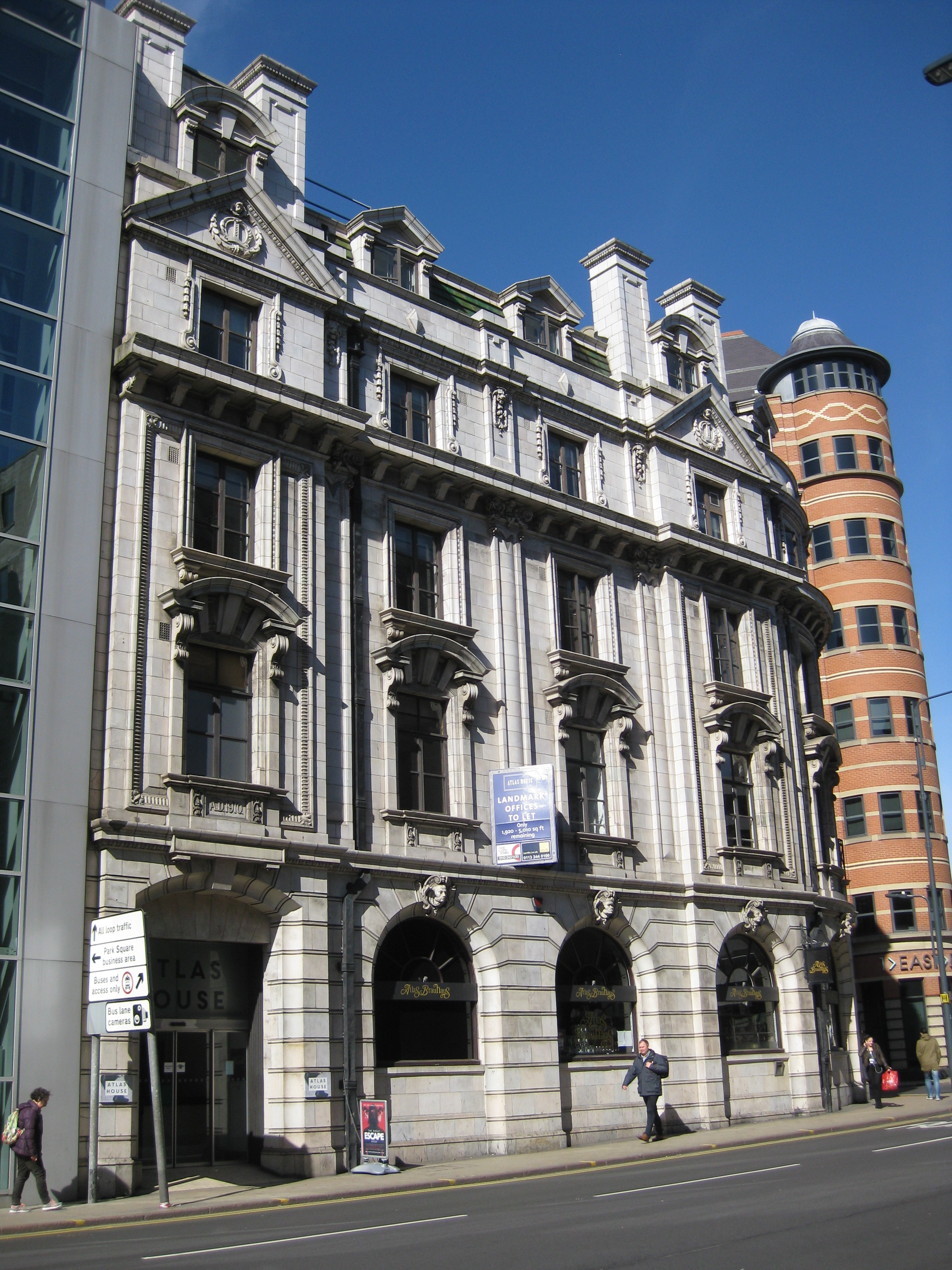
Atlas House, con facciata Marmo

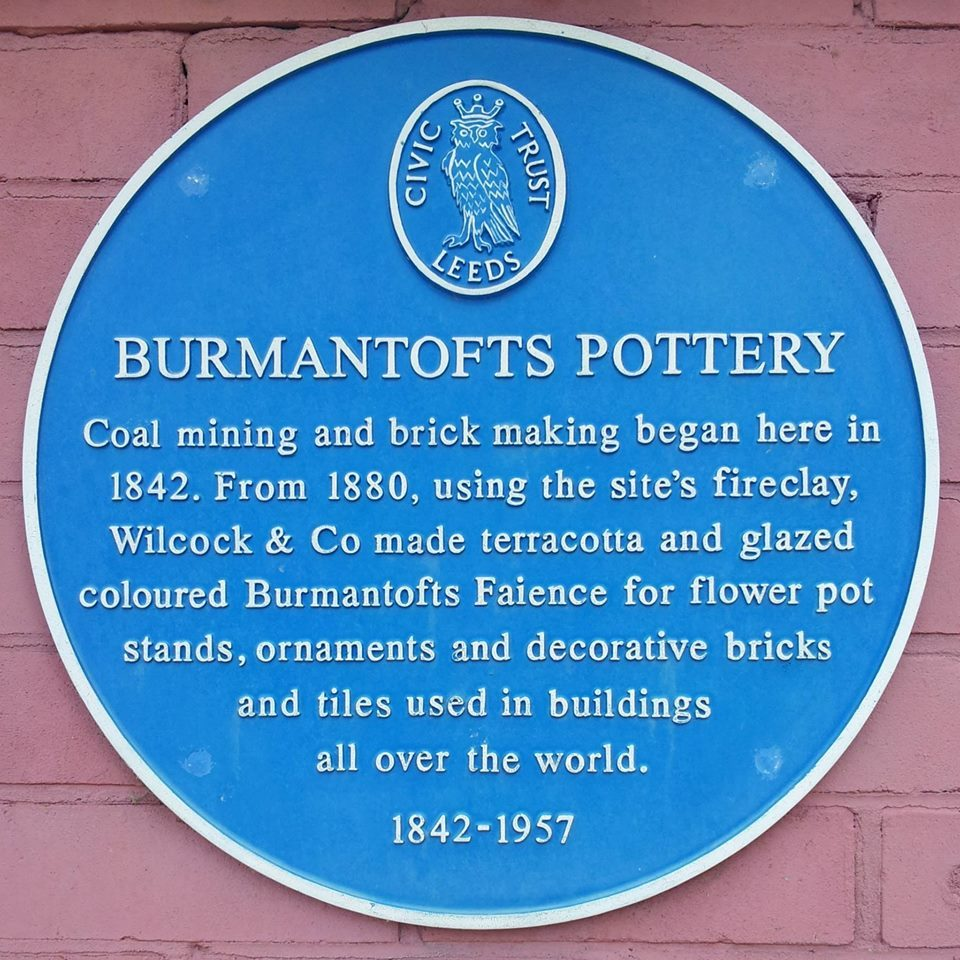
Targa Blu di Ceramica Burmantofts

James Holroyd si rese conto che una versione più decorativa dei mattoni smaltati dell'azienda poteva essere utile come materiale di rivestimento architettonico che poteva essere lavato dalla sporcizia delle città industriali. Questa combinazione di senso artistico e commerciale portò a un notevole successo di un materiale che è ancora in buone condizioni più di un secolo dopo. Venne creato un gruppo di esperti per il lato pratico e lo scultore Edward Caldwell Spruce e l'architetto Maurice Bingham Adams per i progetti. Piastrelle o mattoni colorati semplici erano completati da motivi in rilievo e da una varietà di smalti. Tuttavia, la moda per le superfici altamente modellate passò e dal 1904 l'azienda si concentrò su piastrelle semplici utilizzate come rivestimento, in particolare un marmo artificiale chiamato Marmo, utilizzato su Atlas House, King Street, a Leeds e Michelin House a Londra, e Lefco che aveva un aspetto granitico ed era utilizzato anche per ornamenti da giardino. Questi rimasero in produzione fino alla chiusura dell'azienda nel 1957.

## Esempi
- Atlas House, King Street, Leeds
- County Arcade, Leeds (Frank Matcham)
- Interno della Great Hall, Università di Leeds, 1890-1894, (Alfred Waterhouse)
- Michelin House, South Kensington, Londra
- National Liberal Club, Londra
- Stazione dei vigili del fuoco di London Road, Manchester
- Midland Hotel, Manchester (Charles Trubshaw)
- Peveril of Peak, Manchester